# Krzysztof Modzelewski
Krzysztof Modzelewski (ur. 5 lutego 1992 w Ełku) – polski siatkarz, grający na pozycji przyjmującego.

## Sukcesy klubowe
Mistrzostwa Polski Juniorów:
- 2009

XV Ogólnopolska Olimpiada Młodzieży:
- 2009

Letni Olimpijski Festiwal Młodzieży Europy:
- 2009

I liga:
- 2013
- 2015

Liga belgijska:
- 2018